# 都平镇
都平镇，是中华人民共和国广东省肇庆市封开县下辖的一个乡镇级行政单位。

## 行政区划
都平镇下辖以下地区：
都平社区、高浪村、胜塘村、勿乃村、大滩村、官冲村、清水村和三洲村。